# Shane Smeltz
Shane Edward Smeltz (Göppingen, Baden-Württemberg, 29. rujna 1981.) novozelandski je nogometaš. Trenutno nastupa kao napadač australskog prvoligaša Gold Coast Uniteda. Također igra za reprezentaciju Novog Zelanda od 2003. i jedan je od njenih najboljih strijelaca ikad.

## Vanjske poveznice
- Gold Coast United profil  Arhivirana inačica izvorne stranice od 20. veljače 2011. (Wayback Machine)
- OzFootball profil
- NZF - All White profil  Arhivirana inačica izvorne stranice od 3. lipnja 2010. (Wayback Machine)
- Soccerbase profil
- FIFA profil  Arhivirana inačica izvorne stranice od 16. lipnja 2009. (Wayback Machine)